# Hey Hey, My My (Into the Black)
«Hey Hey, My My (Into the Black)» es una canción del músico canadiense Neil Young, publicada en el álbum de estudio Rust Never Sleeps (1979). Combinada con su contraparte acústica, «My My, Hey Hey (Out of the Blue)», la canción abre Rust Never Sleeps, un álbum grabado con el respaldo del grupo Crazy Horse mayoritariamente en directo, con sobregrabaciones posteriores en el estudio. 
La canción, inspirada por el grupo Devo, el auge del punk y lo que Young consideraba como su creciente irrelevancia musical, supuso una revitalización para la carrera de Young, que obtuvo seguidores más cercanos al punk y al grunge. La canción trata sobre la alternativa de continuar produciendo música similar («to rust» u oxidarse, o «to fade away» o desaparecer en la versión acústica) o quemarse, como podría considerarse el abandono del personaje de Johnny Rotten por John Lydon de los Sex Pistols.
Un verso de la canción, «it's better to burn out than to fade away», fue citado en la nota de suicidio del cantante Kurt Cobain. Young se sintió tan afectado que dedicó su álbum de 1994 Sleeps with Angels a Cobain. 

## Historia
La canción «Hey Hey, My My» y la frase que dio origen al álbum, «Rust never sleeps», surgió del encuentro de Young con Devo y en particular con Mark Mothersbaugh. Devo solicitó en 1977 a Young participar en el largometraje Human Highway. En una escena del largometraje aparece Young tocando la canción completa con el grupo. Aunque el verso «it's better to burn out than to fade away» es acreditada al amigo de Young Jeff Blackburn de The Ducks, el sentimiento es también similar a una frase del presidente Millard Fillmore: «It's better to wear out than to rust out». 
Varios críticos vieron la carrera musical de Young como decreciente tras la publicación de American Stars 'N Bars y Comes a Time. Con el auge del punk en 1977, se vio a Young y a músicos contemporáneos como obsoletos, algo que preocupó al músico. La muerte de Elvis Presley ese mismo año sirvió como una sentencia de decadencia para la música rock, algo que The Clash enfatizaron en la canción «1977» con el verso: «No Elvis, Beatles or The Rolling Stones in 1977!».
Del miedo de Young a quedar obsoleto surgió una apreciación por la ética del punk y compuso la canción, inicialmente como un lamento acústico que se convirtió en «My My, Hey Hey (Out of the Blue)». Tras embarcarse en una gira con Crazy Horse, la canción tomó nueva vida con un arreglo rock, interrumpido por solos de guitarra que inspiró a intérpretes de la escena grunge como Sonic Youth, The Meat Puppets, Pixies y Dinosaur Jr.

## Legado
El mayor impacto en el rock moderno de «Hey Hey, My My (Into the Black)» tuvo lugar por la inclusión del verso «It's better to burn out than to fade away» en la nota de suicidio de Kurt Cobain, líder de Nirvana. Tras su publicación, John Lennon fue crítico con el verso, llegando a comentar en una entrevista para Playboy: «Lo odio. Es mejor desaparecer como un soldado viejo que quemarse. Si estaba hablando sobre quemarse como Sid Vicious, olvídalo. No me gusta el culto a los muertos como Sid Vicious o James Dean o John Wayne. Es lo mismo. Hacer de Sid Vicious un héroe, o a Jim Morrison, es basura para mí. Yo adoro a las personas que sobreviven: Gloria Swanson, Greta Garbo. Dicen que John Wayne conquistó al cáncer, que lo fustigó como a un hombre. Ya sabes, siento que haya muerto y esas cosas, lo siento por su familia, pero no azotó a cáncer. El cáncer le azotó a él. No quiero que Sean adore a John Wayne o a Johnny Rotten o a Sid Vicious. ¿Qué te enseñan? Nada. Muerte. ¿Por qué murió Sid Vicious? [...] Si Neil Young admira ese sentimiento tanto, ¿por qué no lo hace? Porque se ha desvanecido y vuelto muchas veces, como todos nosotros. No, gracias. Me quedo con la vida y la salud».
Dos años después, Young contestó al comentario de Lennon: «El espíritu del rock and roll no es la supervivencia. Por supuesto que la gente que toca rock and roll puede sobrevivir. Pero la esencia del espíritu del rock and roll para mí es que es mejor quemarse frente a una especie de decadencia hacia el infinito. A pesar de que si lo miras de una manera más madura, pensarás: "Bueno, sí, puedes decaer hasta el infinito y seguir adelante". El rock and roll no se ve desde tan lejos. El rock and roll es ahora». 
La canción también tuvo impacto en artistas del britpop. La banda Oasis versionó la canción durante la gira mundial de 2000 e incluyó una versión en el álbum Familiar to Millions. El grupo también dedicó la canción a Cobain al interpretarla en Seattle coincidiendo con el sexto aniversario de su muerte. La banda escocesa Big Country también grabó una versión que puede escucharse en el álbum Under Covers. 
Peter Buck, guitarrista de R.E.M., ha reconocido en entrevistas que el primer éxito del grupo, «The One I Love», es una reescritura de «Hey Hey, My My». Otros músicos y bandas que han interpretado o grabado la canción incluyen a  System of a Down, Dave Matthews Band, Cross Canadian Ragweed, Battleme, Rick Derringer, Nomeansno, El Tri, Negative, La Renga, Chromatics, Jake Bugg y Axel Rudi Pell.